# 조상경 (1973년)
조상경(趙相慶, 1973년 ~ )은 대한민국의 패션 디자이너 겸 영화 미술감독이다.

## 생애
1996년 패션 디자이너 첫 데뷔하였고 2002년 영화 《피도 눈물도 없이》로 영화 의상감독 데뷔하였으며 2007년 영화 《프랑스 중위의 여자》로 영화 미술감독 데뷔하였다.
배우 오만석과 결혼하여 1녀를 두었지만 성격과 가치관의 차이로 인하여 딸 양육권의 전권을 오만석에게 위임하고 2007년 5월에 오만석과 협의 이혼하였다.
2012년 다큐멘터리 영화 《뒷담화: 감독이 미쳤어요》의 단역 출연을 통하여 영화배우 데뷔하였다.

## 작품 활동

### 영화 의상 감독
- 2002년 《피도 눈물도 없이》
- 2003년 《맛있는 섹스, 그리고 사랑》
- 2003년 《올드보이》
- 2004년 《범죄의 재구성》
- 2004년 《쓰리, 몬스터》
- 2004년 《얼굴없는 미녀》
- 2005년 《달콤한 인생》
- 2005년 《소년, 천국에 가다》
- 2005년 《친절한 금자씨》
- 2005년 《미스터주부퀴즈왕》
- 2006년 《아버지와 마리와 나》
- 2006년 《싸이보그지만 괜찮아》
- 2006년 《구미호 가족》
- 2006년 《괴물》
- 2006년 《짝패》
- 2006년 《타짜》
- 2006년 《미녀는 괴로워》
- 2007년 《프랑스 중위의 여자》
- 2007년 《헨젤과 그레텔》
- 2007년 《스페어》
- 2008년 《모던 보이》
- 2009년 《그림자 살인》
- 2009년 《박쥐》
- 2010년 《만추》
- 2010년 《파란만장》
- 2010년 《초능력자》
- 2010년 《심야의 FM》
- 2010년 《환상극장》
- 2010년 《이끼》
- 2011년 《후궁: 제왕의 첩》
- 2011년 《고지전》
- 2011년 《글러브》
- 2012년 《신세계》
- 2012년 《26년》
- 2012년 《박수건달》
- 2012년 《미쓰GO》
- 2012년 《코리아》
- 2013년 《협녀, 칼의 기억》
- 2013년 《감시자들》
- 2014년 《군도: 민란의 시대》
- 2014년 《신촌좀비만화》
- 2014년 《상의원》
- 2014년 《봄》
- 2014년 《베테랑》
- 2014년 《꿈보다 해몽》
- 2014년 《나의 독재자》
- 2015년 《검사외전》
- 2015년 《비밀은 없다》
- 2015년 《조선마술사》
- 2015년 《대호》
- 2015년 《내부자들》
- 2015년 《암살》
- 2016년 《밀정》
- 2016년 《아수라》
- 2016년 《고산자, 대동여지도》
- 2016년 《브이아이피》
- 2016년 《더 킹》
- 2016년 《마스터》
- 2016년 《아가씨》
- 2017년 《조작된 도시》
- 2017년 《남한산성》
- 2017년 《리얼》
- 2017년 《강철비》
- 2017년 《흥부: 글로 세상을 바꾼 자》
- 2017년 《마약왕》
- 2017년 《택시운전사》
- 2017년 《신과함께-죄와 벌》
- 2017년 《신과함께-인과 연》
- 2017년 《호랑이보다 무서운 겨울손님》
- 2018년 《사바하》
- 2018년 《봉오동 전투》
- 2018년 《인랑》
- 2018년 《돈》
- 2018년 《창궐》
- 2018년 《마녀》
- 2019년 《항거: 유관순 이야기》
- 2019년 《천문: 하늘에 묻는다》
- 2019년 《나를 찾아줘》
- 2020년 《결백》
- 2020년 《반도》
- 2021년 《서복》

### 드라마 의상 감독
- 2020년 《사이코지만 괜찮아》
- 2022년 《안나라수마나라》
- 2023년 《아라문의 검》
- 2023년 《혼례대첩》

### 영화 미술 감독
- 2007년 《프랑스 중위의 여자》
- 2008년 《모던 보이》
- 2009년 《카페 느와르》
- 2014년 《꿈보다 해몽》

### 기타
- 2012년 다큐멘터리 영화 《뒷담화: 감독이 미쳤어요》 - 배우

## 수상 내역
- 2007년 제 8회 올해의 여성영화인상 기술부문(미녀는 괴로워, 싸이보그지만 괜찮아)
- 2007년 제 44회 대종상 영화제 의상상(타짜)
- 2008년 제 28회 한국영화평론가협회상 기술상(모던 보이)
- 2009년 제 18회 부일영화상 미술상(모던 보이)
- 2014년 제 51회 대종상 영화제 의상상(군도: 민란의 시대)
- 2015년 제 52회 대종상 영화제 의상상(상의원)
- 2015년 제 36회 청룡영화상 기술상(암살)
- 2017년 제 11회 아시안 필름 어워드 의상상(아가씨)
- 2018년 제 55회 대종상 영화제 의상상(인랑)
- 2021년 제 57회 백상예술대상 예술상(사이코지만 괜찮아)